# Amphoe Chuen Chom
Amphoe Chuen Chom (Thai อำเภอ ชื่นชม) ist ein Landkreis (Amphoe – Verwaltungs-Distrikt) im Norden der Provinz Maha Sarakham. Die Provinz Maha Sarakham liegt im Zentrum der Nordostregion von Thailand, dem so genannten Isan.

## Geographie
Amphoe Chuen Chom grenzt an die folgenden Distrikte (von Süden im Uhrzeigersinn): an Amphoe Chiang Yuen oin der Provinz Maha Sarakham, an die Amphoe Sam Sung und Kranuan der Provinz Khon Kaen, sowie an die Amphoe Huai Mek und Yang Talat der Provinz Kalasin.

## Geschichte
Chuen Chom The wurde am 1. Juli 1997 zunächst als „Zweigkreis“ (King Amphoe) eingerichtet, indem er vom Amphoe Chiang Yuen abgetrennt wurde.
Am 15. Mai 2007 hatte die thailändische Regierung beschlossen, alle 81 King Amphoe in den einfachen Amphoe-Status zu erheben, um die Verwaltung zu vereinheitlichen.
Mit der Veröffentlichung in der Royal Gazette „Issue 124 chapter 46“ vom 24. August 2007 trat dieser Beschluss offiziell in Kraft.

## Verwaltung

### Provinzverwaltung
Der Landkreis Chuen Chom ist in 4 Tambon („Unterbezirke“ oder „Gemeinden“) eingeteilt, die sich weiter in 47 Muban („Dörfer“) unterteilen.
| Nr. | Name        | Thai      | Muban | Einw. |
| --- | ----------- | --------- | ----- | ----- |
| 1.  | Chuen Chom  | ชื่นชม      | 11    | 6.230 |
| 2.  | Kut Pla Duk | กุดปลาดุก   | 15    | 8.296 |
| 3.  | Lao Dok Mai | เหล่าดอกไม้ | 11    | 6.290 |
| 4.  | Nong Kung   | หนองกุง    | 10    | 4.127 |

### Lokalverwaltung
Es gibt zwei Kommunen mit „Kleinstadt“-Status (Thesaban Tambon) im Landkreis:
- Kut Pla Duk (Thai: เทศบาลตำบลกุดปลาดุก), bestehend aus dem gesamten Tambon Kut Pla Duk,
- Nong Kung (Thai: เทศบาลตำบลหนองกุง), bestehend aus dem gesamten Tambon Nong Kung.

Außerdem gibt es zwei „Tambon-Verwaltungsorganisationen“ (องค์การบริหารส่วนตำบล – Tambon Administrative Organizations, TAO):
- Chuen Chom (Thai: องค์การบริหารส่วนตำบลชื่นชม)
- Lao Dok Mai (Thai: องค์การบริหารส่วนตำบลเหล่าดอกไม้)